# Thongor et la Cité de la flamme
Thongor et la Cité de la flamme (aussi édité sous le titre Thongor et la cité des dragons) est un roman de fantasy écrit par Lin Carter en 1966. Publié originellement sous le titre de Thongor of Lemuria, il fut renommé lors de la ré-édition américaine de 1970 Thongor and the Dragon City, pour plus de cohérence entre les titres des tomes du cycle de Thongor. Il s'agit du second tome de ce cycle, poursuivant les aventures du barbare Thongor après les évènements de Thongor et la Cité des dragons. Ce tome se conclut sur une fin ouverte laissant envisager une suite, qui voit le jour un an après sous le titre Thongor contre les Dieux.

## Synopsis
On retrouve Thongor, Sumia et Karm Karvus à bord de leur nef volante, baptisée la Némédis, se dirigeant vers le cité de Patanga avec pour ambition de reconquérir le trône de la princesse déchue. Au-dessus des mers, leur engin est frappé par la foudre, ce qui dérègle les propriétés de lévitation de l'appareil. En perdition, ils échappent de peu à un terrible duel entre deux larth, sorte de gigantesques dragons des mers. Ils échouent sur les côtes de la jungle de Chush et sont après peu de temps capturé par une tribu d'homme-singe, proches parents des hommes de Néandertal sur le continent perdu de la Lémurie antique. Thongor, laissé pour mort, parviendra à sauver ses amis avant que le groupe ne soit capturé par une patrouille de soldats en provenance de la cité-État de Thurdis.
Là, le sark (roi) fou Phal Thurid emprisonne Sumia et Karm dans des geôles dorées, nourrissant des projets d'annexion des villes desquelles les deux nobles déchus sont originaires. Pendant ce temps, Thongor est envoyé dans les profondeurs de la cité pour subir les tortures de Thalaba le Destructeur. Ce dernier, un nain rendu fou par une horrible maladie dé-génératrice, une sorte de fongus ravageant la moitié de son corps, se révèle être la tête pensant des plans diaboliques de Phal Thurid. Il drogue le sark chaque jour et lui rend visite la nuit pour lui suggérer d'étendre son empire à l'ensemble des cités-états du continent. Heureusement, Thongor parvient à s'échapper des profondeurs de la cité avec l'aide de son vieil ami Ald Turmis, qui l'avait déjà aidé à s'échapper de prison au début du premier tome de la saga.
Pendant ce temps, Phal Thurid rassemble son armée et marche en direction de la ville de Patanga, accompagné des troupes de son allié et vassal, le sark de la cité de Shembis. Il emmène avec lui Sumia et Karm pour justifier son invasion. Thongor et Ald, de leur côté, ont réussi par les jeux d'un destin favorable, a remettre la main sur le Némédis, à nouveau en parfait état de marche. Alors qu'ils survolent l'armée du sark de Thurdis en tentant de trouver une solution pour délivrer les compagnons du barbare, leur vaisseau est irrésistiblement attiré vers l'Ouest par une force inconnue. Bientôt, ils atterrissent dans la cité perdue de Omm, sous la coupe de Xothum, un vieux vampire dégénéré, depuis près de 1 000 ans. Le vampire, qui est également un excellent scientifique, a développé une machine magnétique capable d'attirer la Némédis jusque dans ses quartiers, afin de profiter du sang jeune et vigoureux de Thongor et de Ald. 
De leur côté, Karm et Sumia parviennent à s'échapper du camp de Phal Thurid pour mieux tomber entre les mains des prêtres jaunes du dirigeant de Patanga, le Haut-Prêtre Vaspas Ptol. Celui-ci se révèle avoir en sa possession une arme secrète qui mettra sans problème en déroute l'énorme armée de Phal Thurid et jubile d'avance de son méfait. Thongor parvient également à échapper au triste sort de servir d'apport de sang frais au vampire millénaire. Ce dernier, dans un moment de distraction causée par le guerrier nordique est impitoyablement tué par l'un des habitants de sa cité, qui trouve en lui la force de se rebeller après des générations de servitude. Accompagné d'Ald Thurmis, il monte sur la Némédis le système magnétique de Xothum et vole à toute vitesse en direction de Patanga. Alors que le massacre imaginé par Vaspas Ptol est sur le point d'éclater, Thongor parvient à désarmer l'ensemble des combattants grâce à la machine magnétique, mettant par la même occasion en déroute l'armée de Phal Thurid. Celui-ci est tué, tout comme Thalaba, par de proches lieutenants lors de la débâcle qui s'ensuit. À l'intérieur des murs de Patanga, les quelques fidèles de la Princesse Sumia encore en vie profite de la confusion qui règne pour mettre à bas le régime et monter la population contre les prêtres jaunes. Sumia est alors couronnée reine de Patanga et elle choisit Thongor comme époux. Ce dernier confie la cité de Thurdis au lieutenant de Phal Thurid qui a tué le sark fou sur le champ de bataille et la cité de Shembis à son ami Ald Thurmis. Les deux hommes acceptent l'honneur qui leur est fait, mais jurent fidélité au sark Thongor, le nommant de facto sarkon des trois principales cités de l'Ouest. Titre que Thongor fête avec un bon repas. Cependant, les ennemis sont nombreux à se cacher dans l'ombre, à commencer par les druides rouges de Tsargol, la cité despotique de son ami Karm Karvus...

## Confusion des titres
La première édition française de ce livre fut produite par l'éditeur Librairie des Champs-Élysées en 1977 en adoptant une traduction littérale du titre original: Thongor et la Cité des dragons (Thongor and the Dragon City).
Cependant, l'éditeur Albin Michel, lors de sa réédition de 1987, décida d'utiliser un titre différent de celui-ci: Thongor et la Cité de la flamme. Or, la traduction littérale du titre anglais Thongor and the Dragon City donnerait Thongor et la Cité du (des) Dragon(s). Ce qui est le titre du premier tome du cycle de Thongor publié simultanément par les Éditions Albin Michel. Nous ignorons s'il s'agit là d'une confusion de la part de l'éditeur entre les noms originaux des deux premiers volumes ou d'un changement volontaire (puisque Thongor and the Dragon City parle effectivement majoritairement de la cité de Thurdis, dont l'emblème est un dragon). Quoi qu'il en soit, cette confusion des titres peut étonner le lecteur francophone. Cependant, l'ordre établi par l'édition française (et donc, par la suite, dans l'édition Albin Michel qui précise sur la couverture le numéro du tome dans le cycle de Thongor) est également sujet à caution, puisque des volumes ont été intervertis et que l'ordre précisé en couverture n'est pas le bon.

## Éditions françaises
- Aux éditions Librairie des Champs-Élysées, col. le Masque Fantastique, 1977 (sous le titre Thongor et la cité des dragons).
- Aux éditions Albin Michel, col. Épées et Dragons (no 5), septembre 1987  (ISBN 2-226-03028-X)[1] (sous le titre Thongor et la Cité de la flamme).

Ces tomes, jamais ré-édités, sont épuisés depuis longtemps. On les trouve cependant assez facilement chez les bouquinistes et autres vendeurs de livres d'occasion.

## Anecdotes
- Le livre est dédié à Miles Eaton, un illustrateur de fantasy proche de Lin Carter et à sa famille. L'un des personnages du roman, messire Maël de Tessoni (l'un des chevaliers restés fidèles à Sumia dans la cité de Patanga) est une anagramme du nom de Miles Eaton.
- L'édition Albin Michel de 1986 est précédée d'une courte introduction titrée La marche de Thongor l'invincible vers les Neuf Cités de l'Ouest qui présente en quelques paragraphe le monde imaginaire dans lequel se déroule les aventures de Thongor, le personnage et son destin quasi-divin. Le tome comprend également, en fin de volume, un glossaire des mots lémuriens.
- Le livre fait référence à des ouvrages imaginaires, à la manière du Necronomicon de H. P. Lovecraft. On retiendra pour l'anecdote ; les divers livres des Chroniques lémuriennes, les diverses stances de la Saga de Thongor, le Chant des hommes-bêtes, les extraits de L'Edda écarlate, les extraits du Testament de Yaa, le Chant de marche des gardes de Thurdis, les extraits du Troisième Livre de Psénophis, les passages des Rituels de Yamath, le Chant de marche des archers patangais et, enfin, le Chant de marche des guerriers valkarthans.
- Carter rend un hommage implicite à H. P. Lovecraft, qu'il connait bien notamment par la rédaction d'une biographie de l'auteur, dans l'un des chapitres de ce deuxième tome. Le chapitre 8 est en effet intitulé La "chose" dans la fosse, titre très proche de certaines nouvelles de l'auteur de Providence.

## Note(s)
1. ↑  Traduction de Henry Fagne, illustration de couverture par RONSIN.